# Xyris schneeana
Xyris schneeana är en gräsväxtart som beskrevs av Lyman Bradford Smith och Julian Alfred Steyermark. Xyris schneeana ingår i släktet Xyris och familjen Xyridaceae. Inga underarter finns listade i Catalogue of Life.